# Sphaenorhynchus surdus
Espèce
Synonymes
- Hyla aurantiaca surda Cochran, 1953

Statut de conservation UICN

 LC  : Préoccupation mineure
Sphaenorhynchus surdus est une espèce d'amphibiens de la famille des Hylidae.

## Répartition
Cette espèce est endémique du Brésil. Elle se rencontre de 100 à 1 200 m d'altitude dans les États du Paraná, de Santa Catarina et du Rio Grande do Sul,.

## Publication originale
- Cochran, 1953 : Three new Brazilian frogs. Herpetologica, vol. 8, no 4, p. 111-115.